# Louis Budts
Lodewijk Jozef (Louis) Budts (Sint-Katelijne-Waver, 17 september 1890 - Duffel, 29 december 1977) was een Belgische wielrenner.

## Beknopte biografie
Louis Budts werd beroepsrenner in 1920 en bleef dit tot 1926. Daarna werd hij fietsenmaker te Duffel. Zijn drie jaar jongere broer Charles volgde in zijn voetsporen, maar zou slechts één jaar prof blijven. Louis Budts overleed op 87-jarige leeftijd te Duffel.

## Palmares
| Jaar | Wedstrijd                      | Rangschikking |
| ---- | ------------------------------ | ------------- |
| 1919 | Brussel-Hoboken                | 3de           |
| 1919 | Ronde van Limburg              | 2de           |
| 1920 | Ronde van Vlaanderen           | 9de           |
| 1921 | Beroepsrennerswedstrijd Duffel | 1ste          |
| 1921 | Ronde van Vlaanderen           | 3de           |
| 1921 | Parijs-Roubaix                 | 18de          |
| 1922 | 5de rit Ronde van België       | 1ste          |
| 1922 | Ronde van Vlaanderen           | 5de           |
| 1923 | Ronde van Vlaanderen           | 30ste         |
| 1925 | Ronde van Vlaanderen           | 17de          |
| 1926 | Ronde van Vlaanderen           | 25ste         |

## Resultaten in voornaamste wedstrijden
| Jaar | Ronde van Vlaanderen | Parijs-Roubaix | Luik-Bast.‑Luik | Parijs-Brussel |
| ---- | -------------------- | -------------- | --------------- | -------------- |
| 1920 | 9e                   |                | 10e             |                |
| 1921 | ↑                    | 18e            |                 | 5e             |
| 1922 | 20e                  |                |                 |                |
| 1923 | 30e                  | 61e            |                 | 10e            |
| 1925 | 17e                  |                |                 |                |
| 1926 | 25e                  |                |                 |                |